# Vulpea și câinele (roman)
Vulpea și câinele (engleză The Fox and the Hound) este un roman publicat în 1967 de Daniel Pratt Mannix al IV-lea, după care s-a realizat filmul de animație omonim din 1981 (produs de Walt Disney). Studiourile Disney au produs și continuarea acestuia, Vulpea și câinele 2 (engleză The Fox and the Hound 2), ce a avut premiera pe 12 decembrie 2006 în Statele Unite. Povestirea urmărește viața lui Tod, o vulpe din pădure.